# ینس فویکت
ینس فویکت (انگلیسی: Jens Voigt؛ زادهٔ ۱۷ سپتامبر ۱۹۷۱) دوچرخه‌سوار اهل آلمان است.
از باشگاه‌هایی که در آن بازی کرده‌است می‌توان به تیم دوچرخه‌سواری کردیت اگریکول اشاره کرد.